# Ahínóám Níní
Ahínóám Níní (héber betűkkel אחינעם ניני, izraeli angol átírással Achinoam Nini vagy Noa) (Tel-Aviv, 1969. június 23. –) nemzetközileg az egyik legismertebb izraeli zeneművész.
1969-ben született Tel-Avivban, de 2 és 17 éves kora között  New Yorkban élt. Családja jemeni származású. Miután elvégezte kétéves kötelező katonai szolgálatát az izraeli hadseregben, zenét tanult a Rimon School-ban; itt ismerte meg Gíl Dórt, akivel hosszú ideig együtt dolgozott. A moszkvai 2009-es Eurovíziós Dalfesztiválon Izraelt képviselte az izraelii palesztin arab Mírá Ávad oldalán.

## Lemezei
- Achinoam Nini and Gil Dor Live (July 1991)
- Achinoam Nini and Gil Dor (September 1993)
- Noa (March 1994)
- Calling (May 1996)
- Achinoam Nini (April 1997)
- Achinoam Nini & the Israel Philharmonic Orchestra (April 1998)
- Blue Touches Blue (March 2000)
- First Collection (March 2001)
- Now (September 2002)
- Noa Gold (October 2003)
- Noa Live – DVD/Double CD with the Solis Quartet (October 2005)